# Algemene Begraafplaats Meerssen

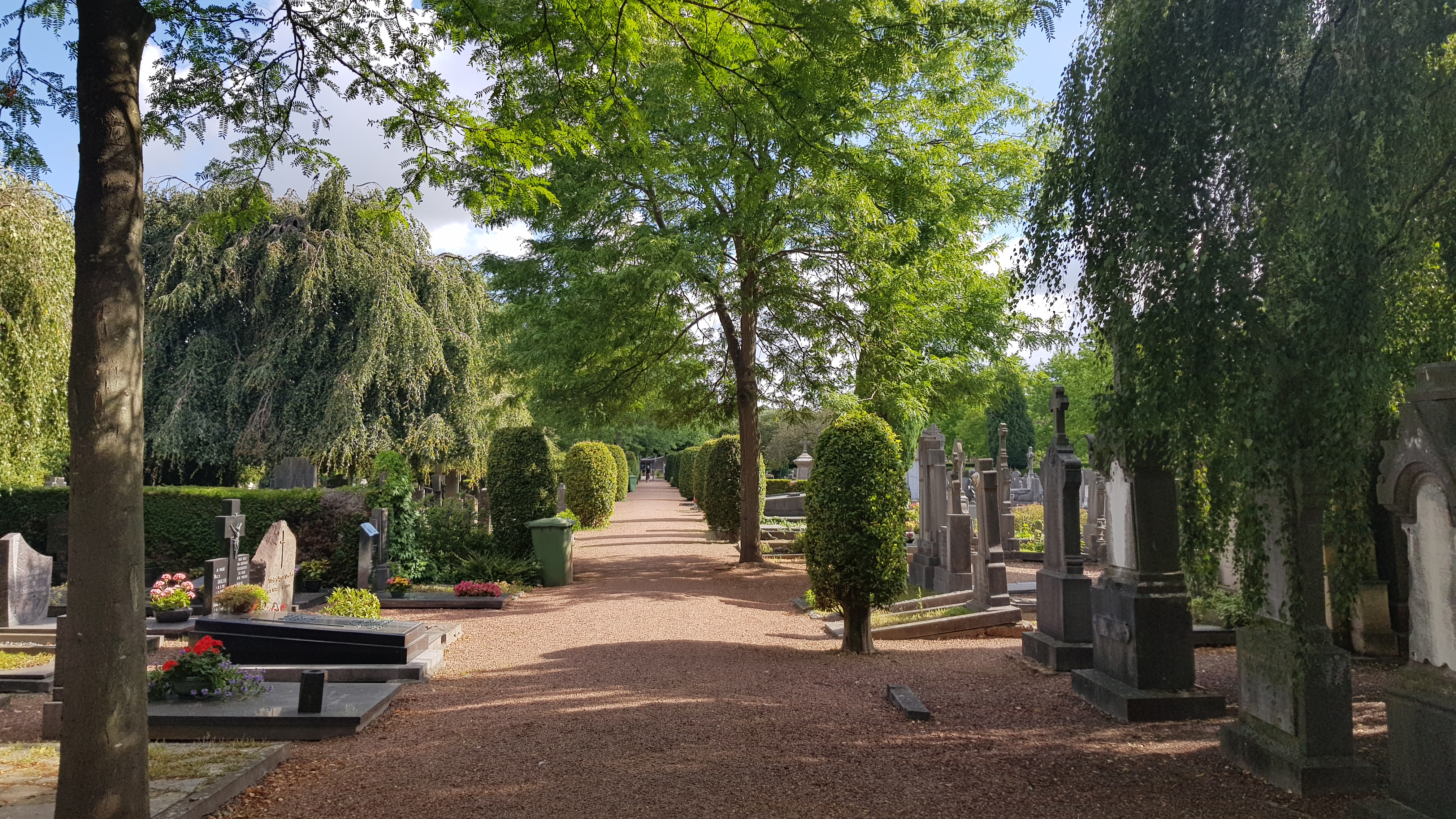
Algemene Begraafplaats Meerssen

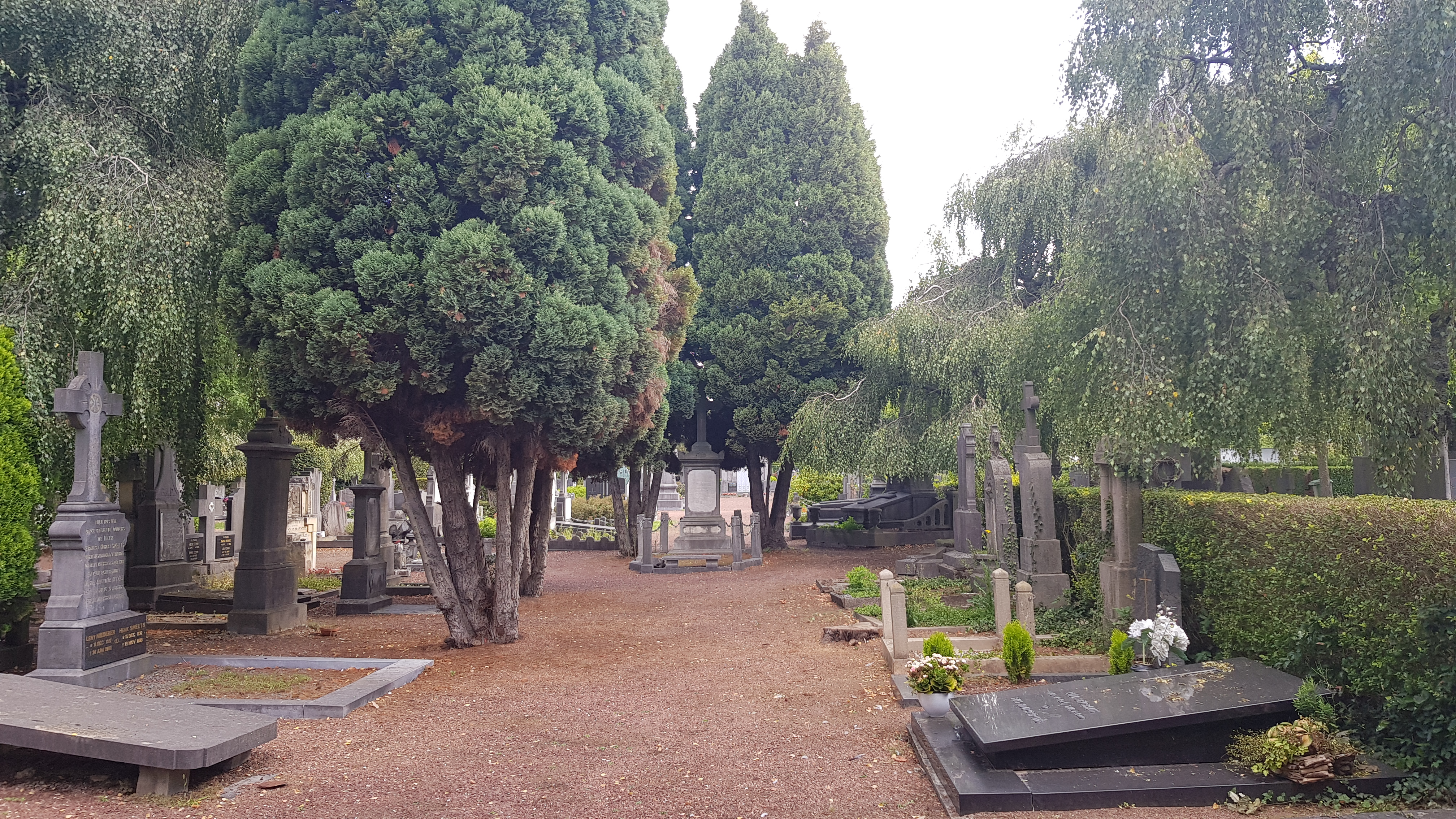
Algemene Begraafplaats Meerssen

De Algemene Begraafplaats Meerssen is een begraafplaats in Meerssen. De begraafplaats ligt midden in het dorp op ongeveer 400 meter ten noordwesten van de Basiliek van het H. Sacrament en het Proosdijpark en ongeveer 200 meter ten zuidoosten van de Jozef Arbeiderkerk. Ten zuiden van de begraafplaats ligt de Bunderstraat, ten oosten de Pastoor Nicolaas Creftenstraat en ten noorden de Pastoor Dominicus Hexstraat.
De begraafplaats heeft een oppervlakte van 1800 vierkante meter.

## Geschiedenis
Rond 1880 werd de begraafplaats aan de Bunderstraat in gebruik genomen. De begraafplaats lag destijds buiten de bebouwde kom.
Rond 1920 werd op de begraafplaats de grafkapel Begraafplaats van Aubel gebouwd.
Vanaf 1950 werd er ten westen van het dorp een hele nieuwe wijk gebouwd, met daar te midden de Jozef Arbeiderkerk, waardoor de begraafplaats binnen het dorp kwam te liggen.

## Rijksmonumenten
Op de begraafplaats zijn er drie objecten die geclassificeerd zijn als rijksmonument, te weten:
- grafkapel Begraafplaats van Aubel[5]
- familiegraf van de familie Brouwers[6]
- familiegraf Kleuters-Janssen[7]

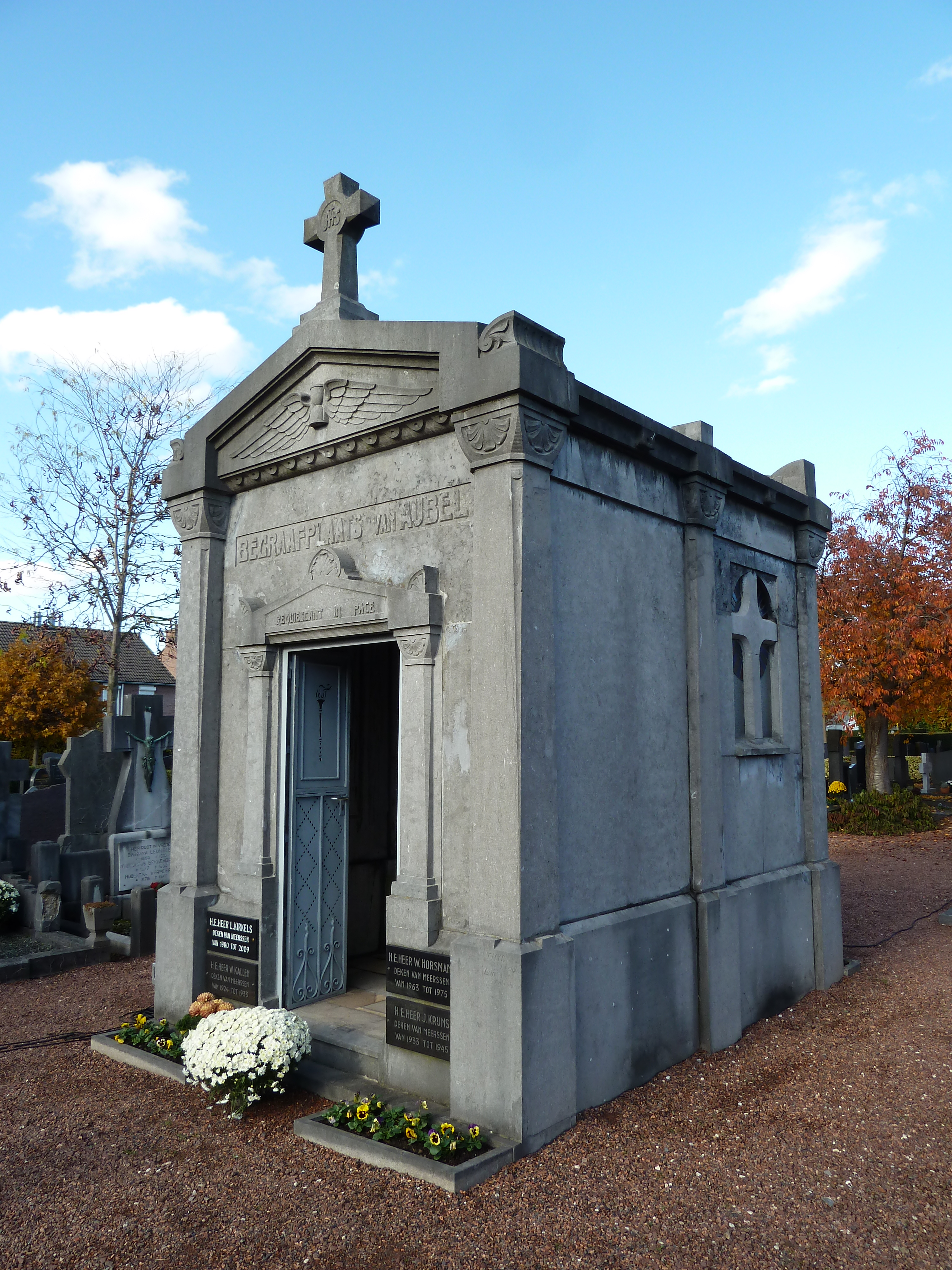
Begraafplaats van Aubel
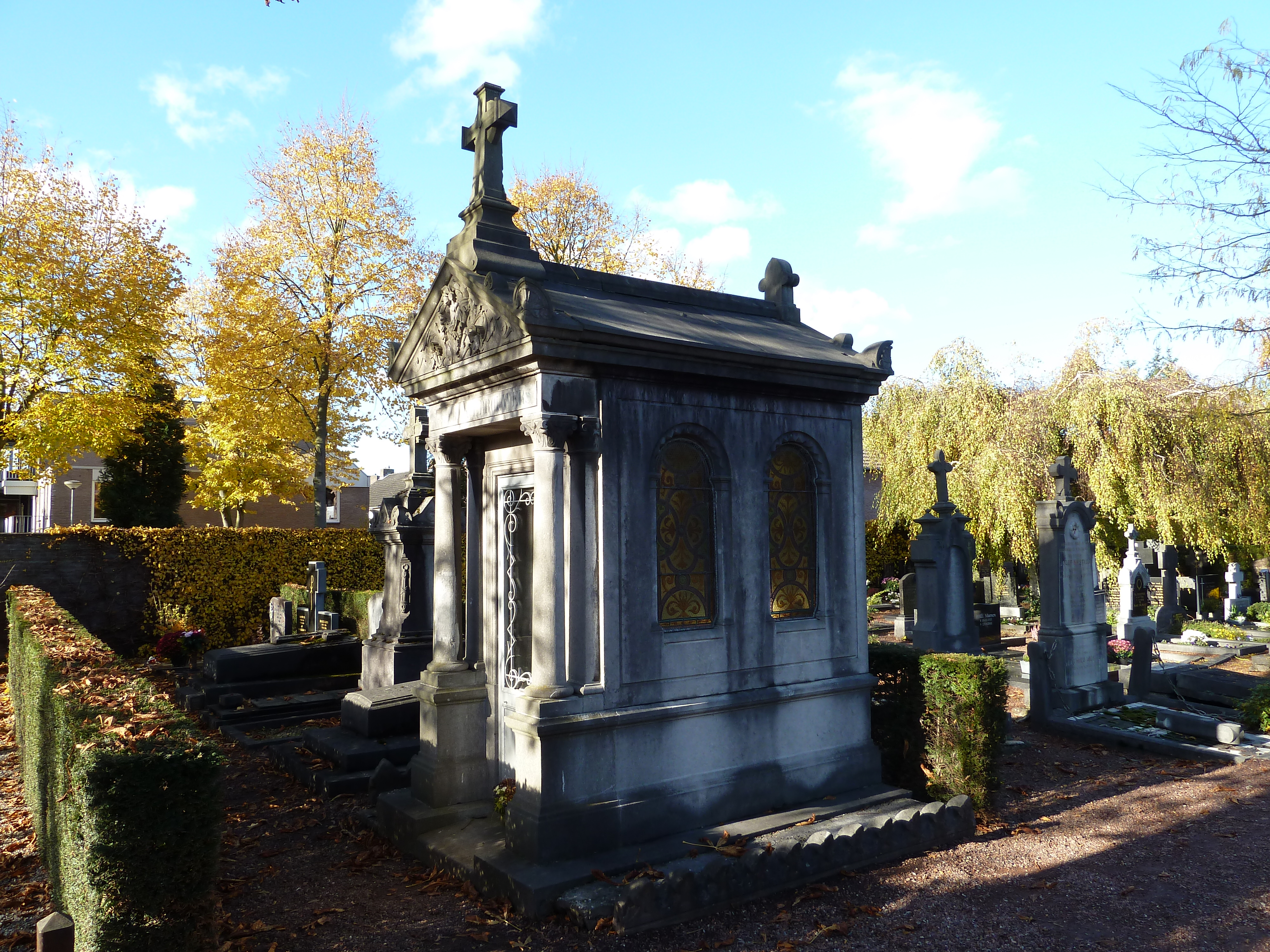
Familiegraf van de familie Brouwers
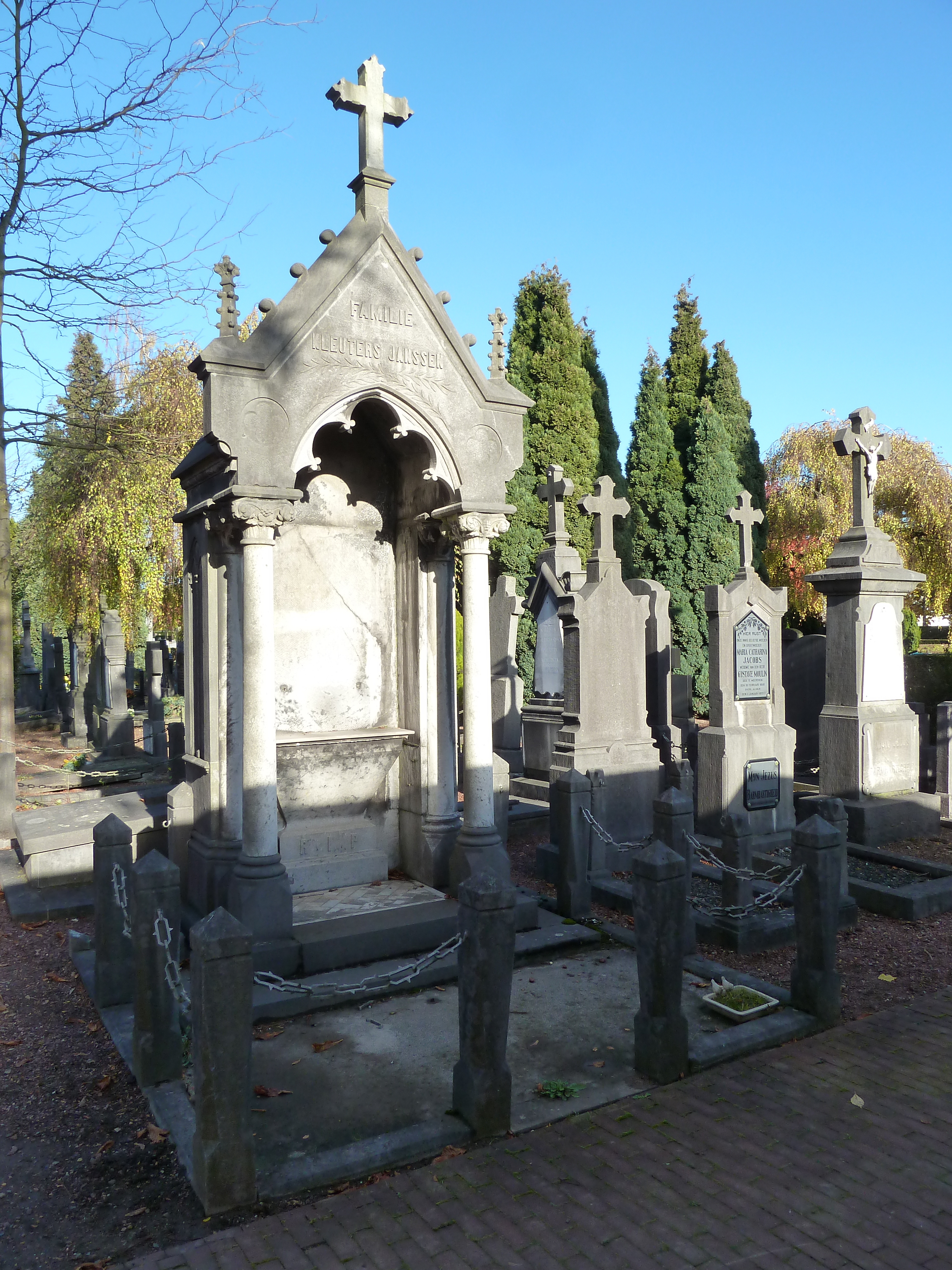
Familiegraf Kleuters-Janssen